# 심옥진
심옥진(沈玉鎭, 1941년 12월 11일 ~ , 서울)은 대한민국의 기업인이다. 본관은 청송이다.

## 학력
- 1961년 경기고등학교 졸업
- 1965년 서울대학교 공과대학 토목공학과 학사
- 1993년 서울대학교 대학원 최고산업전략과정 이수

## 이력
- 1967년 한국종합기술개발공사 입사
- 1973년 현대건설 입사
- 현대건설 해외토목담당 상무이사
- 1992년 1월 ~ 1996년 12월 현대건설 부사장 - 현대건설 기술관리본부 본부장 겸임 · 현대건설 기술연구소 소장 겸임
- 1996년 8월 ~ 1996년 12월 현대환경연구원 부원장 겸임
- 1997년 1월 ~ 1998년 12월 현대엔지니어링 사장
- 1997년 ~ 한국엔지니어클럽 토목분과 회원 겸임
- 1998년 4월 ~ 1999년 국무총리 정책평가위원회 경제2분과 위원 겸임
- 1999년 1월 ~ 2000년 3월 현대건설 사장[1]
- 2000년 3월 ~ 2001년 3월 현대건설 고문
- 2000년 ~ 한국공학한림원 명예 회원
- 2001년 4월 ~ 수성엔지니어링 부회장
- 2001년 ~ 한국적산협회 회장
- 2001년 ~ 한국플랜트엔지니어협회(한국플랜트정보기술협회) 회장
- 2002년 ~ 고려대학교 공과대학 지구환경공학과 객원 교수
- 2003년 11월 코리아리더스포럼 운영위원[2]
- 2007년 ~ 대한토목학회 참여 회원
- 2008년 ~ 삼윤이엔씨 회장
- 2008년 ~ 한국공학교육인증원 고문

## 상훈
- 2005년 11월 1일 산업포장 수훈[3]
- 2008년 1월 28일 한국공학한림원 제4회 일진상 수상[4]

## 같이 보기
- 심현영